# Агиос Константинос (окръг Лимасол)
Агиос Константѝнос (на гръцки: Άγιος Κωνσταντίνος) е село в Кипър, окръг Лимасол. Според статистическата служба на Република Кипър през 2001 г. селото има 164 жители.
Намира се на 7 км източно от Кало Хорио.